# Zwitsers voetbalelftal in 2018
Het Zwitsers voetbalelftal speelde negen officiële interlands in het jaar 2018, waaronder vier duels op het WK 2018 in Rusland. Onder leiding van bondscoach Vladimir Petković haalde Zwitserland de achtste finales, waarin Zweden te sterk was. In 2018 liet Petković acht spelers debuteren, te weten: Dimitri Oberlin, Kevin Mbabu, Djibril Sow, Albian Ajeti, Christian Fassnacht, Yvon Mvogo, Loris Benito en Léo Lacroix. Op de in 1993 geïntroduceerde FIFA-wereldranglijst begon Zwitserland aan 2018 op de achtste plaats (januari 2017). Aan het einde van het jaar stond het land nog op deze plek (december 2017).

## Balans
| Wedstrijden | Wedstrijden | Wedstrijden | Wedstrijden | Doelpunten | Doelpunten | Doelpunten | Punten |
| Gespeeld    | Winst       | Gelijk      | Verlies     | Voor       | Tegen      | Saldo      | Punten |
| ----------- | ----------- | ----------- | ----------- | ---------- | ---------- | ---------- | ------ |
| 14          | 7           | 3           | 4           | 29         | 13         | +16        | 1.214  |

## Interlands
|                                                               |             |                     |             |                                                                                 |
| 23 maart Vriendschappelijk № 782 «onderlinge duels» 20:00 uur | Griekenland | 0 – 1               | Zwitserland | Olympisch Stadion, Athene Toeschouwers: 5.487 Scheidsrechter: Hugo Miguel (POR) |
| 23 maart Vriendschappelijk № 782 «onderlinge duels» 20:00 uur |             | 59' Blerim Džemaili |             | Olympisch Stadion, Athene Toeschouwers: 5.487 Scheidsrechter: Hugo Miguel (POR) |

|                                                               | |       |        |                                                                                |
| 27 maart Vriendschappelijk № 783 «onderlinge duels» 19:00 uur | Zwitserland                                                                                                   | 6 – 0 | Panama | Swissporarena, Luzern Toeschouwers: 8.600 Scheidsrechter: Oliver Drachta (AUT) |
| 27 maart Vriendschappelijk № 783 «onderlinge duels» 19:00 uur | Blerim Džemaili 22' Granit Xhaka 31' (pen.) Breel Embolo 33' Steven Zuber 39' Josip Drmić 49' Fabian Frei 68' |       |        | Swissporarena, Luzern Toeschouwers: 8.600 Scheidsrechter: Oliver Drachta (AUT) |

|                                                             |                      |       |                       |                                                                                             |
| 3 juni Vriendschappelijk № 784 «onderlinge duels» 20:00 uur | Spanje               | 1 – 1 | Zwitserland           | Estadio de la Cerámica, Villarreal Toeschouwers: 23.500 Scheidsrechter: István Kovács (ROU) |
| 3 juni Vriendschappelijk № 784 «onderlinge duels» 20:00 uur | Álvaro Odriozola 29' |       | Ricardo Rodríguez 62' | Estadio de la Cerámica, Villarreal Toeschouwers: 23.500 Scheidsrechter: István Kovács (ROU) |

|                                                             |                                                  |       |       |                                                                                      |
| 8 juni Vriendschappelijk № 785 «onderlinge duels» 19:00 uur | Zwitserland                                      | 2 – 0 | Japan | Stadio di Cornaredo, Lugano Toeschouwers: 7.010 Scheidsrechter: Amaury Delerue (FRA) |
| 8 juni Vriendschappelijk № 785 «onderlinge duels» 19:00 uur | Ricardo Rodríguez 42' (pen.) Haris Seferović 82' |       |       | Stadio di Cornaredo, Lugano Toeschouwers: 7.010 Scheidsrechter: Amaury Delerue (FRA) |

| WK 2018 |
| ------- |

|                                                                    |                       |       |                  |                                                                                               |
| 17 juni WK 2018 Groep E № 786 «onderlinge duels» 20:00 uur (UTC+3) | Brazilië              | 1 – 1 | Zwitserland      | Rostov Arena, Rostov aan de Don Toeschouwers: 43.109 Scheidsrechter: César Arturo Ramos (MEX) |
| 17 juni WK 2018 Groep E № 786 «onderlinge duels» 20:00 uur (UTC+3) | Philippe Coutinho 20' |       | 50' Steven Zuber | Rostov Arena, Rostov aan de Don Toeschouwers: 43.109 Scheidsrechter: César Arturo Ramos (MEX) |

|                                                                    |                        |       |                                      |                                                                                   |
| 22 juni WK 2018 Groep E № 787 «onderlinge duels» 20:00 uur (UTC+2) | Servië                 | 1 – 2 | Zwitserland                          | Arena Baltika, Kaliningrad Toeschouwers: 33.167 Scheidsrechter: Felix Brych (GER) |
| 22 juni WK 2018 Groep E № 787 «onderlinge duels» 20:00 uur (UTC+2) | Aleksandar Mitrović 5' |       | 52' Granit Xhaka 90' Xherdan Shaqiri | Arena Baltika, Kaliningrad Toeschouwers: 33.167 Scheidsrechter: Felix Brych (GER) |

|                                                                |                                     |       |                                             |                                                                                           |
| 27 juni WK 2018 Groep E № 788 «onderlinge duels» 20:00 (UTC+3) | Zwitserland                         | 2 – 2 | Costa Rica                                  | Strelkastadion, Nizjni Novgorod Toeschouwers: 43.319 Scheidsrechter: Clément Turpin (FRA) |
| 27 juni WK 2018 Groep E № 788 «onderlinge duels» 20:00 (UTC+3) | Blerim Džemaili 31' Josip Drmić 88' |       | 56' Kendall Waston 90+3' (e.d.) Yann Sommer | Strelkastadion, Nizjni Novgorod Toeschouwers: 43.319 Scheidsrechter: Clément Turpin (FRA) |

|                                                                          |                   |       |             |                                                                                               |
| 3 juli WK 2018 Achtste finale № 789 «onderlinge duels» 16:00 uur (UTC+3) | Zweden            | 1 – 0 | Zwitserland | Nieuwe Zenitstadion, Sint-Petersburg Toeschouwers: 64.042 Scheidsrechter: Damir Skomina (SLO) |
| 3 juli WK 2018 Achtste finale № 789 «onderlinge duels» 16:00 uur (UTC+3) | Emil Forsberg 66' |       |             | Nieuwe Zenitstadion, Sint-Petersburg Toeschouwers: 64.042 Scheidsrechter: Damir Skomina (SLO) |

|  |  |  |  |  |  |  |  |  |

|                                                                                      | |       |         |                                                                                 |
| 8 september UEFA Nations League 2018/19 Divisie A № 790 «onderlinge duels» 17:00 uur | Zwitserland                                                                                                   | 6 – 0 | IJsland | Kybunpark, St. Gallen Toeschouwers: 14.912 Scheidsrechter: Michael Oliver (ENG) |
| 8 september UEFA Nations League 2018/19 Divisie A № 790 «onderlinge duels» 17:00 uur | Steven Zuber 13' Denis Zakaria 23' Xherdan Shaqiri 53' Haris Seferović 67' Albian Ajeti 71' Admir Mehmedi 82' |       |         | Kybunpark, St. Gallen Toeschouwers: 14.912 Scheidsrechter: Michael Oliver (ENG) |

|                                                                   |                     |       |             |                                                                                         |
| 11 september Vriendschappelijk № 791 «onderlinge duels» 20:00 uur | Engeland            | 1 – 0 | Zwitserland | King Power Stadium, Leicester Toeschouwers: 30.256 Scheidsrechter: Clément Turpin (FRA) |
| 11 september Vriendschappelijk № 791 «onderlinge duels» 20:00 uur | Marcus Rashford 54' |       |             | King Power Stadium, Leicester Toeschouwers: 30.256 Scheidsrechter: Clément Turpin (FRA) |

|                                                                                     |                        |       |                      |                                                                                                 |
| 12 oktober UEFA Nations League 2018/19 Divisie A № 792 «onderlinge duels» 19:45 uur | België                 | 2 – 1 | Zwitserland          | Koning Boudewijnstadion, Brussel Toeschouwers: 39.049 Scheidsrechter: Antonio Mateu Lahoz (ESP) |
| 12 oktober UEFA Nations League 2018/19 Divisie A № 792 «onderlinge duels» 19:45 uur | Romelu Lukaku 58', 84' |       | 76' Mario Gavranović | Koning Boudewijnstadion, Brussel Toeschouwers: 39.049 Scheidsrechter: Antonio Mateu Lahoz (ESP) |

|                                                                                 |                        |       |                                      |                                                                                      |
| 15 oktober UEFA Nations League 2018/19 Divisie A № 793 «onderlinge duels» 18.45 | IJsland                | 1 − 2 | Zwitserland                          | Laugardalsvöllur, Reykjavik Toeschouwers: 8.663 Scheidsrechter: Andreas Ekberg (ZWE) |
| 15 oktober UEFA Nations League 2018/19 Divisie A № 793 «onderlinge duels» 18.45 | Alfreð Finnbogason 81' |       | 52' Haris Seferović 67' Michael Lang | Laugardalsvöllur, Reykjavik Toeschouwers: 8.663 Scheidsrechter: Andreas Ekberg (ZWE) |

|                                                              |             |                |       |                                                                        |
| 14 november vriendschappelijk № 794 «onderlinge duels» 18.00 | Zwitserland | 0 − 1          | Qatar | Cornaredo, Lugano Toeschouwers: 4.170 Scheidsrechter: Kevin Blom (NED) |
| 14 november vriendschappelijk № 794 «onderlinge duels» 18.00 |             | 86' Akram Afif |       | Cornaredo, Lugano Toeschouwers: 4.170 Scheidsrechter: Kevin Blom (NED) |

|                                                                                  |                                                                            |       |                        |                                                                                 |
| 18 november UEFA Nations League 2018/19 Divisie A № 795 «onderlinge duels» 20.45 | Zwitserland                                                                | 5 − 2 | België                 | Swissporarena, Luzern Toeschouwers: 15.000 Scheidsrechter: Daniele Orsato (ITA) |
| 18 november UEFA Nations League 2018/19 Divisie A № 795 «onderlinge duels» 20.45 | Ricardo Rodríguez 26' (pen.) Haris Seferović 31', 44', 84' Nico Elvedi 62' |       | 2', 17' Thorgan Hazard | Swissporarena, Luzern Toeschouwers: 15.000 Scheidsrechter: Daniele Orsato (ITA) |

## FIFA-wereldranglijst
| JAN | FEB | MAR | APR | MEI | JUN | JUL | AUG | SEP | OKT | NOV | DEC |
| --- | --- | --- | --- | --- | --- | --- | --- | --- | --- | --- | --- |
| 8   | 8   | 8   | 6   | 6   | 6   | 8   | 8   | 8   | 8   | 8   | 8   |

## Statistieken
| Yann Sommer          | 17 december 1988  | Borussia Mönchengladbach | 10 | 0 | 0 | 43  | 0  |
| Roman Bürki          | 14 november 1990  | Borussia Dortmund        | 2  | 0 | 0 | 9   | 0  |
| Yvon Mvogo           | 6 juni 1994       | RB Leipzig               | 2  | 0 | 0 | 2   | 0  |
| Verdediging          |                   |                          |    |   |   |     |    |
| Fabian Schär         | 20 december 1991  | Newcastle United         | 11 | 1 | 0 | 47  | 7  |
| Ricardo Rodríguez    | 25 augustus 1992  | AC Milan                 | 11 | 0 | 3 | 61  | 6  |
| Manuel Akanji        | 19 juli 1995      | Borussia Dortmund        | 9  | 0 | 0 | 13  | 0  |
| Stephan Lichtsteiner | 16 januari 1984   | Arsenal                  | 7  | 1 | 0 | 104 | 8  |
| Michael Lang         | 8 februari 1991   | Borussia Mönchengladbach | 5  | 4 | 1 | 30  | 3  |
| Nico Elvedi          | 30 september 1996 | Borussia Mönchengladbach | 4  | 1 | 1 | 9   | 1  |
| Johan Djourou        | 18 januari 1987   | SPAL 2013                | 3  | 1 | 0 | 76  | 2  |
| François Moubandje   | 21 juni 1990      | Toulouse                 | 2  | 4 | 0 | 21  | 0  |
| Kevin Mbabu          | 19 april 1995     | Young Boys               | 2  | 1 | 0 | 3   | 0  |
| Loris Benito         | 7 januari 1992    | Young Boys               | 1  | 1 | 0 | 2   | 0  |
| Timm Klose           | 9 mei 1988        | Norwich City             | 1  | 0 | 0 | 17  | 0  |
| Léo Lacroix          | 27 februari 1992  | Hamburger SV             | 1  | 0 | 0 | 1   | 0  |
| Middenveld           |                   |                          |    |   |   |     |    |
| Granit Xhaka         | 27 september 1992 | Arsenal                  | 13 | 0 | 2 | 72  | 10 |
| Xherdan Shaqiri      | 10 oktober 1991   | Liverpool                | 11 | 1 | 2 | 80  | 22 |
| Steven Zuber         | 17 augustus 1991  | VfB Stuttgart            | 10 | 3 | 3 | 21  | 5  |
| Blerim Džemaili      | 12 april 1986     | Bologna                  | 7  | 1 | 3 | 69  | 10 |
| Valon Behrami        | 19 april 1985     | Udinese                  | 7  | 0 | 0 | 83  | 2  |
| Denis Zakaria        | 20 november 1996  | Borussia Mönchengladbach | 6  | 3 | 1 | 18  | 1  |
| Remo Freuler         | 15 april 1992     | Atalanta Bergamo         | 6  | 1 | 0 | 14  | 0  |
| Edimilson Fernandes  | 15 april 1996     | Fiorentina               | 1  | 4 | 0 | 8   | 0  |
| Christian Fassnacht  | 11 november 1993  | Young Boys               | 1  | 2 | 0 | 3   | 0  |
| Gelson Fernandes     | 2 september 1986  | Eintracht Frankfurt      | 1  | 2 | 0 | 66  | 2  |
| Fabian Frei          | 8 januari 1989    | FC Basel                 | 0  | 2 | 1 | 14  | 3  |
| Djibril Sow          | 6 februari 1997   | Young Boys               | 0  | 2 | 0 | 2   | 0  |
| Aanval               |                   |                          |    |   |   |     |    |
| Haris Seferović      | 22 februari 1992  | Benfica                  | 8  | 4 | 6 | 59  | 17 |
| Mario Gavranović     | 24 november 1989  | Dinamo Zagreb            | 6  | 3 | 1 | 20  | 6  |
| Breel Embolo         | 14 februari 1997  | Schalke 04               | 5  | 4 | 1 | 30  | 3  |
| Josip Drmić          | 8 augustus 1992   | Borussia Mönchengladbach | 1  | 5 | 2 | 32  | 12 |
| Albian Ajeti         | 26 februari 1997  | FC Basel                 | 0  | 5 | 1 | 5   | 1  |
| Admir Mehmedi        | 16 maart 1991     | VfL Wolfsburg            | 0  | 2 | 1 | 60  | 8  |
| Dimitri Oberlin      | 27 september 1997 | Empoli                   | 0  | 1 | 0 | 1   | 0  |

SFV · A-internationals · Selecties · Bondscoaches · Zwitsers vrouwenelftal · Olympisch elftal · Zwitserland U21 · Zwitserland U19 · Zwitserland U18 · Zwitserland U17 · Zwitserland U16 · Vrouwen U17
1905 – 1919 · 
1920 – 1929 · 
1930 – 1939 · 
1940 – 1949 · 
1950 – 1959 · 
1960 – 1969 · 
1970 – 1979 · 
1980 – 1989 · 
1990 – 1999 · 
2000 – 2009 · 
2010 – 2019 · 
2020 – 2029
EK's: 1996 · 
2004 · 
2008 · 
2016 · 
2020 · 
2024
WK's: 1934 · 
1938 · 
1950 · 
1954 · 
1962 · 
1966 · 
1994 · 
2006 · 
2010 · 
2014 · 
2018 · 
2022
OS: 1924 · 
1928 · 
2012
1905 · 
1906 · 1907 · 
1908 · 
1909 · 
1910 · 
1911 · 
1912 · 
1913 · 
1914 · 
1915 · 
1916 · 
1917 · 
1918 · 
1919 · 
1920 · 
1921 · 
1922 · 
1923 · 
1924 · 
1925 · 
1926 · 
1927 · 
1928 · 
1929 · 
1930 · 
1931 · 
1932 · 
1933 · 
1934 · 
1935 · 
1936 · 
1937 · 
1938 · 
1939 · 
1940 · 
1941 · 
1942 · 
1943 · 
1944 · 
1945 · 
1946 · 
1947 · 
1948 · 
1949 · 
1950 · 
1952 ·
1952 · 
1953 · 
1954 · 
1955 · 
1956 · 
1957 · 
1958 · 
1959 · 
1960 · 
1961 · 
1962 · 
1963 · 
1964 · 
1965 · 
1966 · 
1967 · 
1968 · 
1969 · 
1970 · 
1971 · 
1972 · 
1973 · 
1974 · 
1975 · 
1976 · 
1977 ·
1978 · 
1979 · 
1980 · 
1981 · 
1982 · 
1983 · 
1984 · 
1985 · 
1986 · 
1987 · 
1988 · 
1989 · 
1990 ·
1991 · 
1992 · 
1993 · 
1994 ·
1995 · 
1996 · 
1997 · 
1998 · 
1999 · 
2000 · 
2001 · 
2002 · 
2003 · 
2004 · 
2005 · 
2006 · 
2007 · 
2008 · 
2009 · 
2010 · 
2011 · 
2012 · 
2013 ·
2014 ·
2015 ·
2016 ·
2017 ·
2018 ·
2019 ·
2020 ·
2021 ·
2022
Albanië ·
Algerije · 
Andorra · 
Argentinië ·
Australië ·
Azerbeidzjan ·
België ·
Bolivia ·
Bosnië en Herzegovina ·
Brazilië ·
Bulgarije ·
Canada ·
Chili ·
China ·
Colombia ·
Costa Rica ·
Cyprus ·
Denemarken ·
DDR ·
Duitsland ·
Ecuador ·
Egypte ·
Engeland · 
Estland ·
Faeröer ·
Finland ·
Frankrijk ·
Georgië ·
Ghana ·
Gibraltar ·
Griekenland ·
Honduras ·
Hongarije ·
Hongkong ·
Ierland ·
IJsland ·
Israël ·
Italië ·
Ivoorkust ·
Jamaica ·
Japan ·
Joegoslavië ·
Kameroen ·
Kenia ·
Kosovo ·
Kroatië ·
Letland ·
Liechtenstein ·
Litouwen ·
Luxemburg ·
Malta ·
Marokko ·
Mexico ·
Moldavië ·
Montenegro ·
Nederland ·
Nigeria ·
Noord-Ierland ·
Noorwegen ·
Oekraïne ·
Oman ·
Oostenrijk ·
Panama ·
Peru ·
Polen ·
Portugal ·
Qatar ·
Roemenië ·
Rusland ·
Saarland ·
San Marino ·
Schotland ·
Servië ·
Slovenië ·
Slowakije ·
Sovjet-Unie · 
Spanje ·
Togo ·
Tsjechië ·
Tsjecho-Slowakije ·
Tunesië ·
Turkije ·
Uruguay ·
Venezuela ·
VA Emiraten ·
Verenigde Staten ·
Wales ·
Wit-Rusland ·
Zimbabwe ·
Zuid-Korea ·
Zweden
Albanië (2016) ·
Argentinië (2014) ·
Brazilië (2018) ·
Chili (2010) ·
Costa Rica (2018) ·
Ecuador (2014) ·
Frankrijk (2006) ·
Frankrijk (2014) ·
Frankrijk (2016) ·
Frankrijk (2021) ·
Honduras (2010) · 
Honduras (2014) · 
Italië (2021) · 
Oekraïne (2006) ·
Portugal (2008)  · 
Portugal (2022) · 
Roemenië (2016) · 
Servië (2018) ·
Spanje (2010) ·
Spanje (2021) ·
Togo (2006) ·
Tsjechië (2008) ·
Turkije (2008) ·
Turkije (2021) ·
Wales (2021) ·
Zuid-Korea (2006) ·
Zweden (2018)